# Estación de Peñaranda de Bracamonte
Peñaranda de Bracamonte es una estación de ferrocarril situada en el municipio español homónimo en la provincia de Salamanca, comunidad autónoma de Castilla y León. Cuenta con servicios de Media Distancia operados por Renfe. 

## Situación ferroviaria
La estación se encuentra en el punto kilométrico 70,792 de la línea férrea de ancho ibérico que une Ávila con Salamanca, a 902 metros de altitud sobre el nivel del mar, entre las estaciones de Villar de Gallimazo y de Narros del Castillo. El tramo es de vía única y está sin electrificar.

## Historia
La estación fue inaugurada el 10 de febrero de 1890 con la apertura del tramo Salamanca-Peñaranda de Bracamonte de la línea que pretendía unir Ávila con Salamanca. Las obras corrieron a cargo de la Madrid and Portugal direct Railway (Avila and Salamanca) Limited, una compañía de capital británico que se hizo con la concesión de la línea en 1888. Sin embargo, se quedó muy lejos de conseguir su propósito y apenas fue capaz de construir los primeros cuarenta kilómetros del trazado que estuvieron estancados en Peñaranda. En 1905, y dado que las obras no avanzaban, el Estado se hizo de las mismas, siendo completada la construcción de la línea en 1926. En 1928 la estación pasó a ser gestionada por la recién creada Compañía Nacional de los Ferrocarriles del Oeste. 
El 9 de julio de 1939, pocos meses después del final de la Guerra Civil, se produjo el estallido de un polvorín situado en las cercanías de la estación. Como resultado de la potente detonación el recinto ferroviario resultó destruido, produciéndose además numerosos muertos y heridos. Las instalaciones debieron ser reconstruidas con posterioridad por el organismo de Regiones Devastadas. 
En 1941, con la nacionalización de los ferrocarriles de ancho ibérico, la estación de Peñaranda de Bracamonte pasó a integrarse en al red de RENFE. Desde el 1 de enero de 2005 el ente Adif es el titular de las instalaciones. 

## Servicios ferroviarios

### Media Distancia
Tienen parada en la estación los trenes de Media Distancia que cubren el trayecto entre Madrid y Salamanca, con parada en Ávila. Como curiosidad, los trenes con destino Salamanca se prolongan hasta el apeadero de La Alamedilla. La frecuencia es de hasta seis trenes diarios por sentido.
| Línea MD | Servicio | Origen/Destino      | Paradas intermedias | Destino/Origen          |
| -------- | -------- | ------------------- | --- | ----------------------- |
| 13       | MD       | Madrid-Príncipe Pío | Villalba · El Escorial · Ávila · Cardeñosa de Ávila · San Pedro del Arroyo · Crespos · Narros del Castillo · Peñaranda de Bracamonte · Villar de Gallimazo · Babilafuente · San Morales · Aldealengua · Salamanca | Salamanca-La Alamedilla |
| 13       | MD       | Madrid-Príncipe Pío | Villalba · El Escorial · Ávila · Peñaranda de Bracamonte · Salamanca | Salamanca-La Alamedilla |
| 13       | MD       | Madrid-Príncipe Pío | Villalba · El Escorial · Zarzalejo · Robledo de Chavela · Santa María de la Alameda-Peguerinos · Las Navas del Marqués · Navalperal · Herradón-La Cañada · Ávila · Peñaranda de Bracamonte · Salamanca            | Salamanca-La Alamedilla |